# Tony Reid
Charles Anthony "Tony" Reid (Barbados, 9 de abril de 1962) é um ex-jogador de críquete barbadense, naturalizado americano.
Reid foi jogador da Seleção de Críquete dos Estados Unidos.